# Valle de Zamanzas
Valle de Zamanzas är en kommun i Spanien.   Den ligger i provinsen Provincia de Burgos och regionen Kastilien och Leon, i den norra delen av landet, 270 km norr om huvudstaden Madrid. Arean är 19,0 kvadratkilometer.
Terrängen i Valle de Zamanzas är lite kuperad.